# Aleuroplatus gelatinosus
Aleuroplatus gelatinosus là một loài côn trùng cánh nửa trong họ Aleyrodidae, phân họ Aleyrodinae.
Aleuroplatus gelatinosus được Cockerell miêu tả khoa học đầu tiên năm 1898.